# Бульвар Тараса Шевченко (Киев)
Бульва́р Тара́са Шевче́нко (укр. бульва́р Тара́са Шевче́нка) — бульвар в Шевченковском районе города Киева. Пролегает от Бессарабской площади до Галицкой площади.
К бульвару примыкают улицы Евгения Чикаленко, Терещенковская, Владимирская, Леонтовича, Ивана Франко, Пирогова, Михаила Коцюбинского, Симона Петлюры и переулок Аллы Горской.

## Названия
- Бульварная улица (впервые упоминается в 1834 году);
- 1850—1869: Шоссейный/Университетский бульвар (названия употреблялись параллельно);
- 1869—1919: Бибиковский бульвар (в память киевского генерал-губернатора 1837—1852 годов Д. Г. Бибикова).

Современное название с 1919 года в честь украинского и русского поэта, писателя и художника Т. Шевченко.

## История
Бульвар как городская улица возник в 1830-х годах (не позднее 1834 года). Одновременно с сооружением на соседней Владимирской улице здания Киевского университета посредине улицы была посажена аллея — сначала лип и каштанов, позднее — с 1840-х годов — пирамидальных тополей, которые и поныне остаются визиткой улицы.
Первым каменным зданием улицы стал нынешний дом № 25 (бывший дом арестантских рот), который некоторое время находился вне официальной границы города. В 1839 году вдоль левой стороны улицы был заложен ботанический сад — ныне Ботанический сад имени А. В. Фомина или Старый ботанический сад.
В 1840-х — 1850-х годах были сооружены здания Кадетского корпуса, позднее 1-й гимназии (1850) — ныне № 14; 2-й гимназии (1856) — теперь № 18; а также особняк Сан-Донато, позже М. Терещенко (1842) — теперь № 12. В 1857 году в конце бульвара, на тогдашней границе Киева были построены Триумфальные ворота (находились на месте нынешнего Воздухофлотского путепровода).
В 1860-е годы на Галицкой площади была воздвигнута Железная церковь (из чугунных плит) св. Иоанна Златоуста.
В то же время на пустыре между улицами Гимназической (Леонтовича) и Святославской (ныне — Ивана Франко) были заложены фундаменты Владимирского собора (строился в 1862—1882 годы, до 1896 года шли оформительные работы и роспись собора).
В 1870-х — 1890-х годах — начале XX века происходит интенсивная застройка улицы: возводятся как особняки (особняк Горецкого, позднее Богрова — № 4; особняк Шпаковского, позднее Н. Терещенко — № 8; особняк — № 29; особняк И. Терещенко — № 34) — так и доходные и обычные жилые дома: (№ 1, 3, 4, 9, 11, 19, 26, 31, 36, 46, 48), общественные здания — университетская больница ( в 1880-х годах — № 17), Коммерческий институт (1906, № 22-24), гостиницы «Марсель» (№ 5), «Паласт-Отель» (№ 7), «Киев» (№ 28 36), промышленные сооружения (Табачная фабрика, бывший № 72, ныне проспект Победы, № 6).
В 1872 году на стыке бульвара и Безаковской улицы был воздвигнут памятник А. Бобринскому (позже на этом месте был установлен памятник Н. Щорсу , демонтирован), в 1946 году в начале бульвара был установлен памятник В. Ленину. Его демонтировали в 2013 году.

## Важные учреждения
- № 1—б Школа восточных языков и культуры
- № 5—7 Гостиница «Премьер-Палас»
- № 11А Банк «Бизнес Стандарт»
- № 12 Музей Т. Г. Шевченко
- № 13 Национальный медицинский университет имени Богомольца
- № 14 Гуманитарный корпус Киевского университета имени Т. Шевченко («Жёлтый корпус»)
- № 17 городская клиническая больница № 18, бывшая клиника Университета
- № 18 «Укртелеком»
- № 22—24 Национальный педагогический университет имени М. П. Драгоманова
- № 27 Академия адвокатуры Украины
- № 26 Шевченковская районная государственная администрация
- № 38—40 Центральные железнодорожные кассы
- № 50—52 Дом национальных творческих коллективов Украины (Академическая капелла «Думка», хор имени Г. Верёвки, капелла бандуристов, Институт культурологии Национальной академии искусств Украины)

## Здания, представляющие историческую ценность, памятники архитектуры
- № 4 (особняк-флигель и фасадный дом, 1875; 1901)
- № 5—7 (гостиница Премьер Палас, 1908)
- № 12 (особняк, 1842)
- № 14 (бывшая Александровская гимназия, 1850—1852)
- № 18 (бывшая 2-я Киевская гимназия, 1856)
- № 20 (Владимирский собор, 1862—1896)
- № 22—24 (Коммерческое училище, 1906)
- № 23 (кон. XIX — нач. XX вв.)
- № 31 (жилое здание, кон. XIX — нач. XX вв.)
- № 34 (особняк И. Н. Терещенко, 1874—1875)
- № 36 (жилое здание, кон. XIX в.)
- № 46 (жилое здание, нач. XX в.)
- № 48 (жилое здание, XX век), а также дома № 1, 3, 8, 9, 13, 17, 19, 23, 26, 27, 27а, 29

## Известные люди, связанные с бульваром Тараса Шевченко
Дома № 8, 12, 34 принадлежали семье Терещенко.
В здании 1-й Гимназии в разное время работали либо учились Н. Пирогов, В. Вернадский, А. Луначарский, М. Булгаков(учился 1901—1909), К. Паустовский (учился 1904—1912), А. Богомолец.
В здании 2-й Гимназии учились или работалим П. Чубинский, Н. Чалый, И. Сошенко, И. Вернадский, В. Орловский, А. Крымский (учился 1883—1885), Р. Глиер (окончил в 1894), Отто Шмидт (окончил в 1909), А. Русов (муж С. Русовой), подготовительный класс окончил М. Булгаков.
Владимирский собор расписывали художники В. Васнецов, М. Нестеров, А. Прахов, Н. Пимоненко, С. Костенко, В. Котарбинский, братья Павел и Александр Сведомские, М.Врубель.
В клинике Университета лечился М. Коцюбинский.
На месте здания Коммерческого института (ныне здесь Национальный педагогический университет им. М. П. Драгоманова) был домик, где в 1877 году родился поэт и художник М. Волошин.

## Изображения

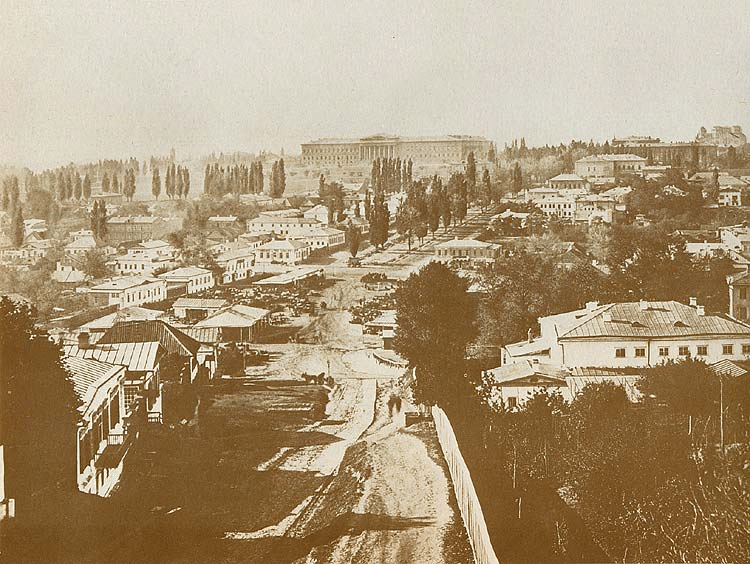
Бибиковский бульвар, вид на университет. Фотография второй половины XIX века
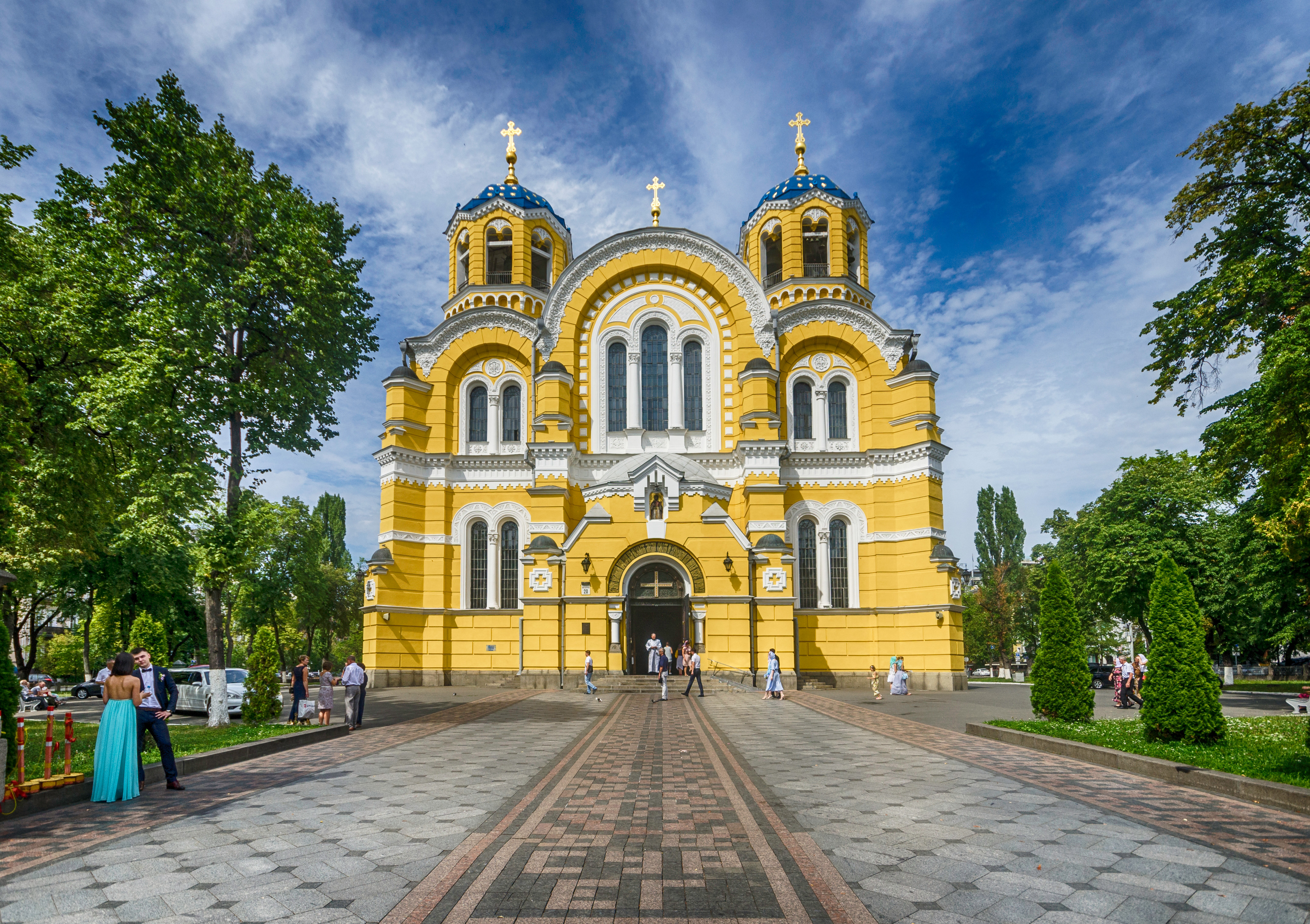
Вид на Владимирский собор с бульвара
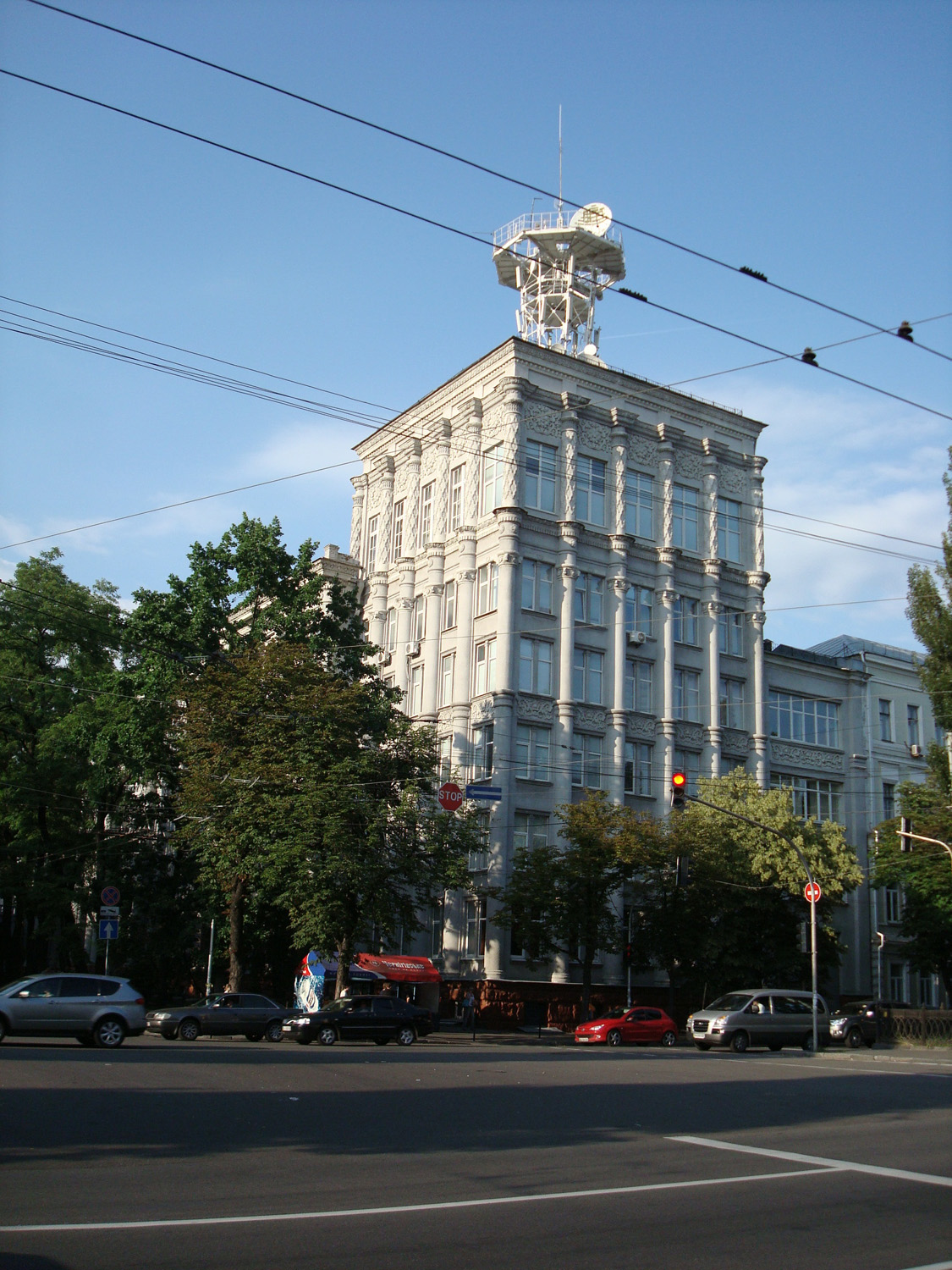
Перекрёсток бульвара Шевченко с улицей Леонтовича
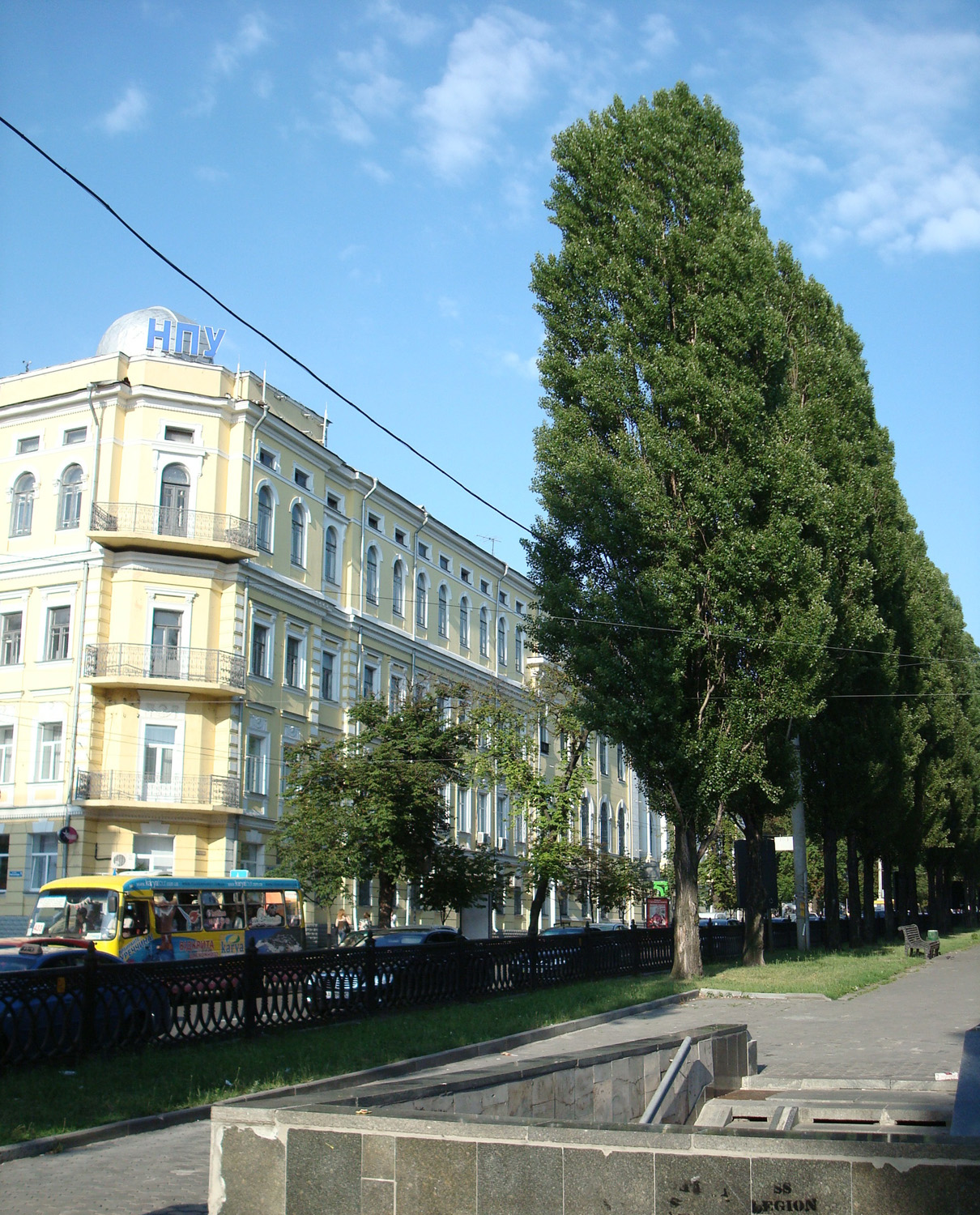
Здание Национального педагогического университета на бульваре Тараса Шевченко
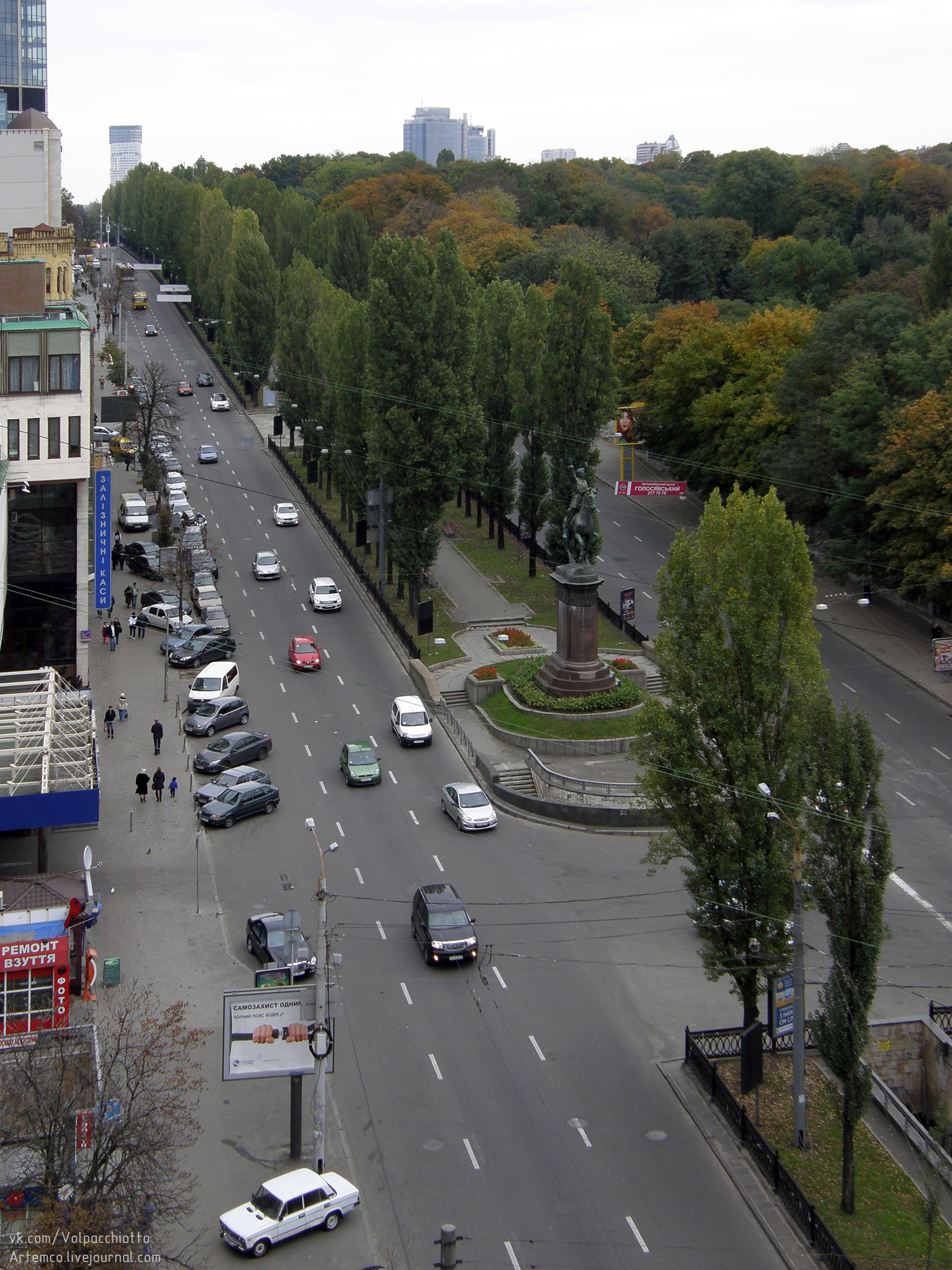
от памятника Щорсу на восток
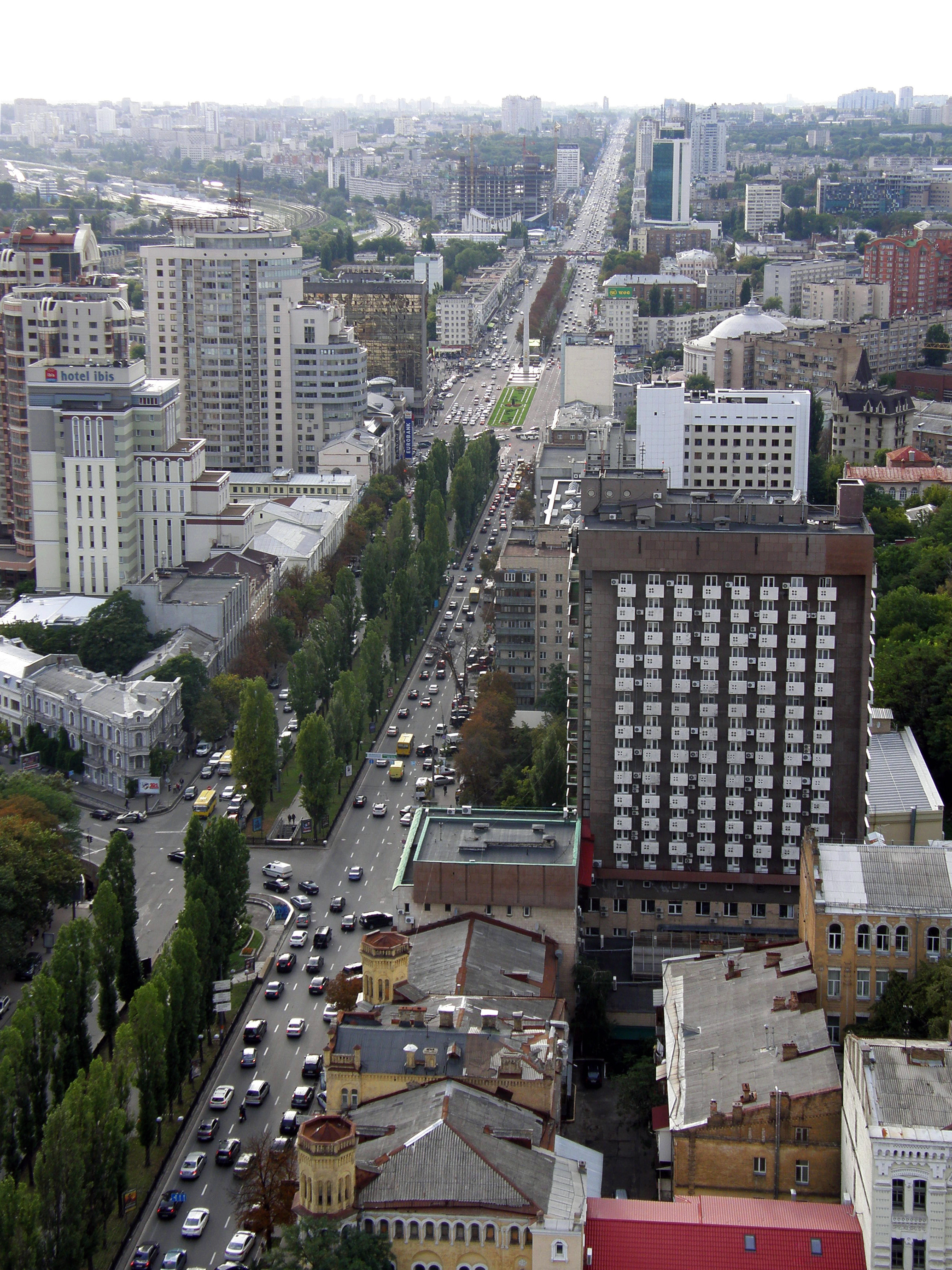
бульвар Шевченко от памятника Щорсу до площади Победы
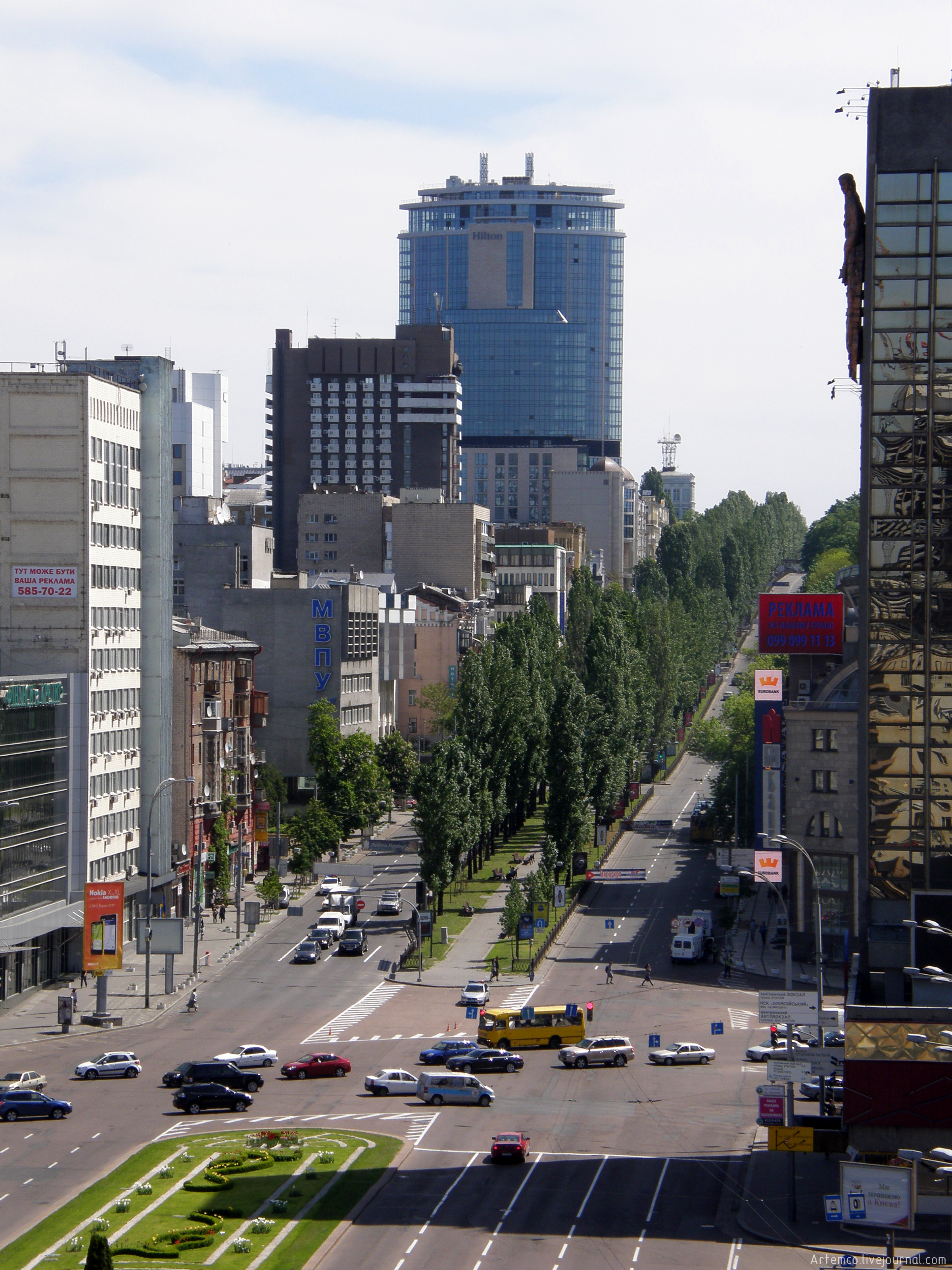
бульвар Шевченко от площади Победы
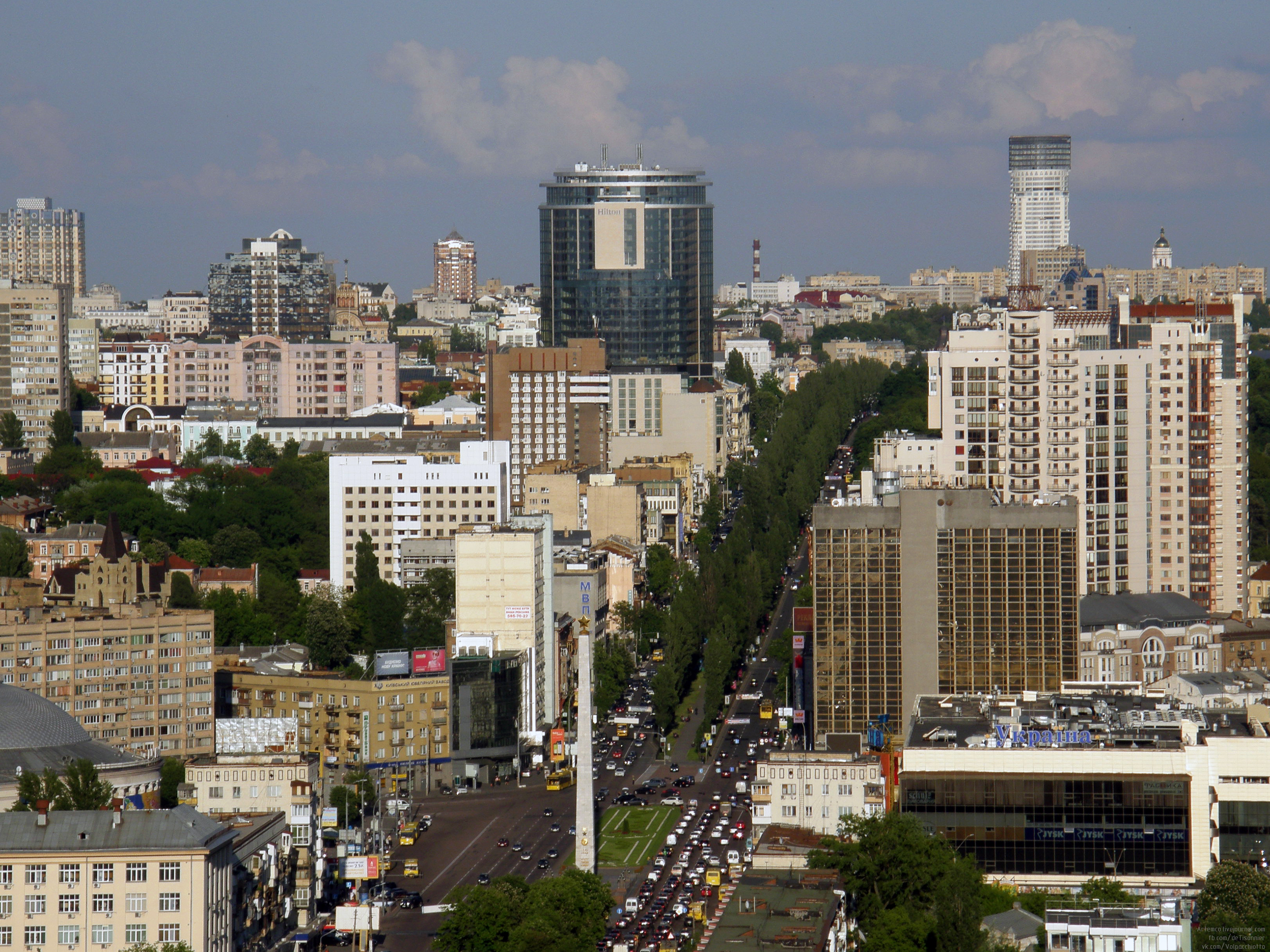
бульвар Шевченко на восток от площади Победы